# Australian Championships 1957
Turniej tenisowy Australian Championships, dziś znany jako wielkoszlemowy Australian Open, rozegrano w 1957 roku w Sydney w dniach 17 - 27 stycznia.

## Zwycięzcy

### Gra pojedyncza mężczyzn
- Ashley Cooper (AUS) - Neale Fraser (AUS) 6:3, 9:11, 6:4, 6:2

### Gra pojedyncza kobiet
- Shirley Fry Irvin (USA) - Althea Gibson (USA) 6:3, 6:4

### Gra podwójna mężczyzn
- Neale Fraser (AUS)/Lew Hoad (AUS) - Malcolm Anderson (AUS)/Ashley Cooper (AUS) 6:3, 8:6, 6:4

### Gra podwójna kobiet
- Althea Gibson (USA)/Shirley Fry Irvin (USA) - Mary Bevis Hawton (AUS)/Fay Muller (AUS) 6:2, 6:1

### Gra mieszana
- Fay Muller (AUS)/Malcolm Anderson (AUS) - J. Langley (GBR)/Billy Knight (GBR) 7:5, 3:6, 6:1